# Willi Schweiß
Willi Schweiß (* 23. Oktober 1919) war Fußballspieler in Wismar. Für die SG Süd bzw. BSG Motor Wismar spielte der in der Oberliga, der höchsten Fußballklasse in Ostdeutschland.

## Sportliche Laufbahn
Der Mittelläufer Schweiß hatte maßgeblichen Anteil am Höhenflug des Wismarer Fußballs zwischen 1948 und 1952. Bereits 1947/48 war er am Erreichen der Vizemeisterschaft in Mecklenburg beteiligt, mit der sich die SG Wismar Süd auch für das Viertelfinale der 1. Ostzonenmeisterschaft 1948 qualifizierte. Dort unterlag die Mannschaft Freiimfelde Halle mit 1:3. Ein Jahr später gewann die Mannschaft mit Willi Schweiß die Mecklenburger Meisterschaft und trat ebenfalls im Viertelfinale der Ostzonenmeisterschaft 1949 an, verlor dort aber deutlich mit 0:10 gegen Fortuna Erfurt.
Gleichzeitig hatte sich Wismar für die neu gegründete Oberliga des ostdeutschen Sportausschusses qualifiziert. Unter dem neuen Namen ZSG Anker Wismar mussten die Ostseestädter in der Saison 1949/50 um den Klassenerhalt spielen, unterlagen jedoch im Entscheidungsspiel gegen die punktgleiche SG Altenburg Nord mit 2:3. Willi Schweiß war an diesem Spiel ebenso wie in allen vorangegangenen 26 Punktspielen in der Regel auf seiner Stammposition als Mittelläufer beteiligt.
In der zweitklassigen DDR-Liga bestritt Schweiß ebenfalls alle 16 Punktspiele, nach denen die ZSG mit der SG Volkspolizei Potsdam punktgleich an der Spitze stand. Diesmal konnte die Wismarer das Entscheidungsspiel erfolgreich gestalten, mit Willi Schweiß diesmal als linker Verteidiger wurde mit 2:1 gewonnen und damit die Rückkehr in die Oberliga erreicht. In der diesmal über 36 Spiele laufenden Oberligasaison 1951/52, in der seine Mannschaft nun als BSG Motor Wismar antrat, kam Schweiß in 32 Begegnungen zum Einsatz, immer noch in der Regel als zentraler Mittelfeldspieler. Mit 22 Niederlagen erwies sich Wismar erneut nicht Erstliga tauglich und musste als Drittletzter wieder den Weg in die DDR-Liga antreten.
Der nun schon fast 33-jährige Schweiß nahm mit der Liga-Spielzeit 1952/53 seine vierte DDR-weite Fußballsaison in Angriff. Er behauptete seinen Stammplatz im Mittelfeld und kam in 22 der 24 ausgetragenen Punktspielen zum Einsatz. Mit Platz zwei und deutlichem Abstand zum Staffelsieger Einheit Ost Leipzig wurde die erneute Rückkehr in die Oberliga verpasst, und Willi Schweiß spielte seine letzte Saison noch einmal in der Zweitklassigkeit. Nun als linker Abwehrspieler zurückbeordert absolvierte er noch einmal acht Punktspiele. Sein letztes Spiel in der DDR-Liga bestritt Schweiß am 11. November 1953, dem 8. Spieltag, in der Begegnung Motor Wismar – Motor Süd Brandenburg (2:1). Damit war er von 1949 bis 1953 auf 58 Oberliga- und 46 DDR-Ligaspiele gekommen.